# Summonte

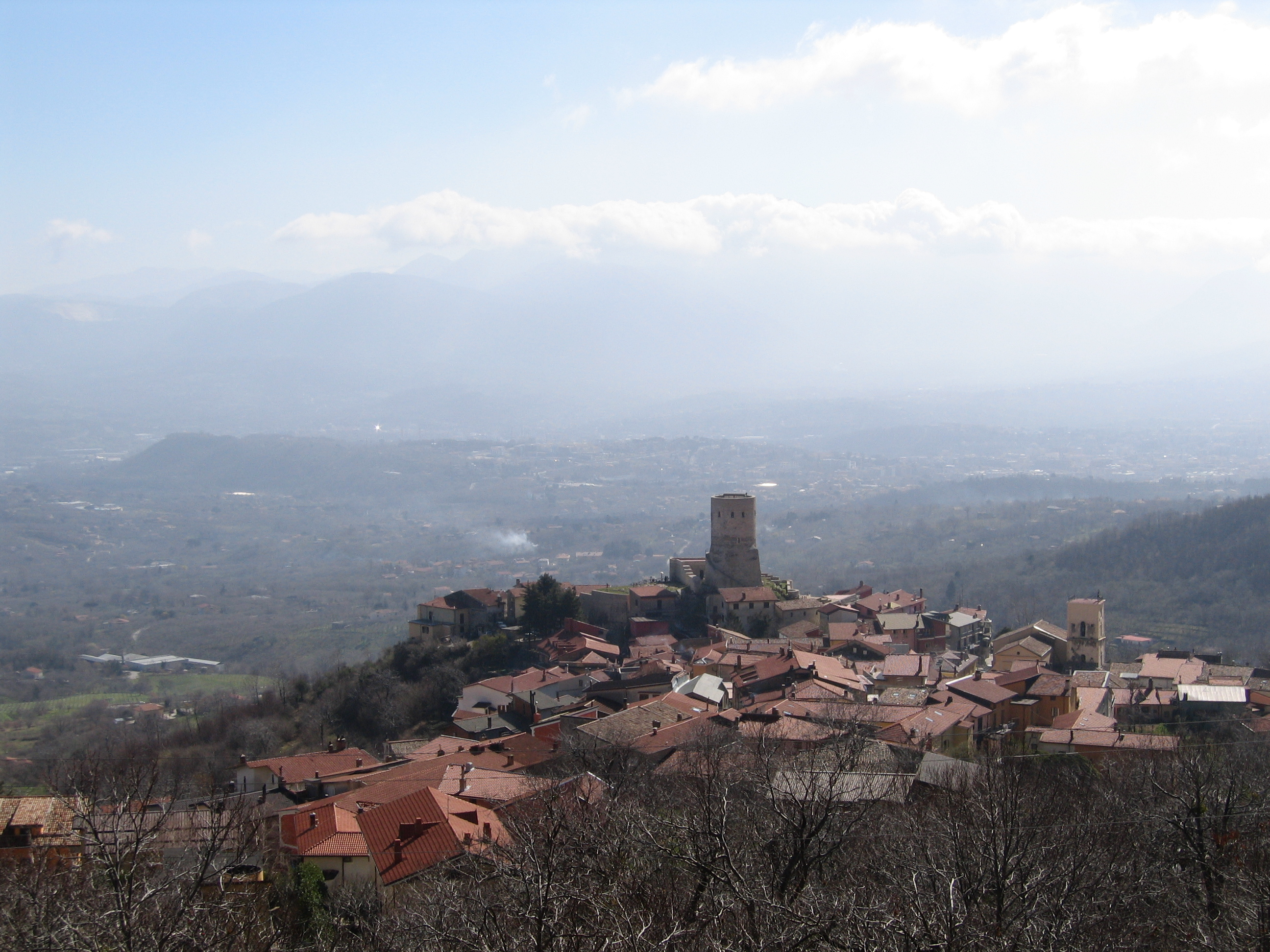
Summonte

Summonte ist eine italienische Gemeinde mit 1487 Einwohnern (Stand 31. Dezember 2023) in der Provinz Avellino in der Region Kampanien.

## Geografie
Die Nachbargemeinden sind Avellino, Capriglia Irpina, Mercogliano, Ospedaletto d’Alpinolo, Pannarano (BN), Pietrastornina, Quadrelle, Sant’Angelo a Scala und Sirignano. Die Ortsteile sind Embreciera und Starze.